# Sucúa
Sucúa es una ciudad ecuatoriana; cabecera cantonal del Cantón Sucúa, así como la segunda urbe más grande y poblada de la Provincia de Morona Santiago. Se localiza al centro-sur de la Región amazónica del Ecuador, en los flancos externos de la cordillera oriental de los Andes, entre los ríos Tutanangosa y Miriumi, a una altitud de 831 m s. n. m. y con un clima lluvioso tropical.
En el censo de 2022 tenía una población de 10 846 habitantes, lo que la convierte en la nonagésima cuarta ciudad más poblada del país. Forma parte del área metropolitana de Macas, la cual está constituida además por ciudades y parroquias rurales cercanas; el conglomerado alberga a más de 40.000 habitantes, siendo la quinta posición entre las conurbaciones amazónicas.

## Datos de Sucúa
Temperatura: 18 a 28 °C
Clima: El cantón está bajo la influencia de la Amazonía, húmedo tropical.
Fecha de cantonización: 8 de diciembre de 1962.
Límites: Al norte con el cantón Morona; al sur con los cantones Logroño y Santiago; al este con el cantón Morona; al oeste con la provincia de Cañar. 

## Atracciones turísticas
- Río Upano
- Río tutanangoza
- Piedra del mono
- Cascadas de Arapicos
- Parque Botánico
- Petroglifos del Abuelo
- Mirador de Huambinimi
- Carnaval Culturizado
- Parque Ecuador Amazónico
- Museo de Sucúa
- Tuntiak Nunkee
- Mirador de Piura
- Mirador Río Upano
- Cascadas Kintia Panki
- Cascadas del Río Umpuankas-Kumpas
- Balneario Cabañas Panki
- Las Taguas

## Actividades turísticas
- Rafting
- Sightseeing
- Camping
- Viajes de exploración de la jungla
- Birdwatching

## Fiestas y Feriados
- Fiesta de Cantonización de Sucúa - 8 de diciembre
- El Carnaval Culturizado (Celebración de carnaval) - febrero
- Fiesta de María Auxiliadora -24 de mayo
- Peregrinación a la Virgen Purísima de Macas - 4 de agosto
- Fiesta de la Chonta -mayo/abril
- Fiesta de la Yuca

## Comida típica
- Ayampaco de pollo
- Caldo de gallina criolla
- Tamal de yuca
- Guayusa